# Chester Nimitz
Chester William Nimitz (24. února 1885, Fredericksburg, Texas, USA – 20. února 1966, ostrov Yerba Buena v Sanfranciském zálivu, Kalifornie, USA) byl americký admirál a v letech 1945–1947 i nejvyšší velitel amerického vojenského námořnictva. Patří k nejvýznamnějším spojeneckým velitelům druhé světové války.
Pocházel z rodiny texaských Němců. Roku 1905 absolvoval Námořní akademii v Annapolisu. Po službě na Filipínách byl v roce 1909 přeřazen k ponorkám. V roce 1912 se stal velitelem atlantické ponorkové flotily a o rok později absolvoval stáž v Německu, kde se věnoval hlavně studiu naftových ponorkových motorů. Během první světové války působil v hlavním štábu ponorkového loďstva.
Od 31. prosince 1941 byl nejvyšším velitelem tichomořského loďstva. V červnu roku 1942 dosáhl důležitého vítězství v bitvě u Midway a v srpnu téhož roku řídil vylodění na Guadalcanalu. V letech 1943–1944 byl velitelem dalších vyloďovacích operací v Tichomoří (viz Válka v Tichomoří).
V roce 1944 dosáhl spolu s admirály Leahym a Kingem nejvyšší námořnické hodnosti v amerických námořních silách – stal se pětihvězdičkovým admirálem (angl. Fleet Admiral), která v americkém vojenském systému de facto označovala velkoadmirála. Po druhé světové válce nebyla už nikdy tato nejvyšší hodnost použita.
V roce 1945 se spolu s Douglasem MacArthurem zúčastnil podepsání kapitulace Japonska. V témže roce též nahradil ve funkci vrchního velitele americké floty (angl. Commander in Chief of the US Fleet) Ernesta Kinga. Tuto funkci zastával do roku 1947, kdy odešel do důchodu.
Na konci roku 1965 prodělal mozkovou mrtvici zkomplikovanou zápalem plic, v lednu 1966 byl propuštěn z nemocnice a večer 20. února 1966 zemřel na ostrově Yerba Buena v Sanfranciském zálivu.
V 70. letech byla nová americká nukleární letadlová loď pojmenována na jeho počest USS Nimitz a podle ní i následující třída letadlových lodí nese označení třída Nimitz.

## Odrazy v populární kultuře
V roce 1976 ve snímku Bitva o Midway jeho postavu ztvárnil americký herec Henry Fonda. V roce 2019 ve snímku Bitva u Midway jeho postavu ztvárnil americký herec Woody Harrelson.

## Vojenské hodnosti
- 7. září 1901 – 1905: Námořní akademie Spojených států amerických[4]
- 7. ledna 1907: podporučík (ENS)
- 31. ledna 1910: poručík (LT)
- 29. srpna 1916: komandér–poručík (LCDR)
- 1. února 1918: komandér (CDR)
- 2. června 1927: kapitán (CAPT)
- 23. června 1938: kontradmirál (RADM)
- 31. prosince 1941: admirál (ADM)
- 19. prosince 1944: admirál loďstva (FADM)

## Vyznamenání

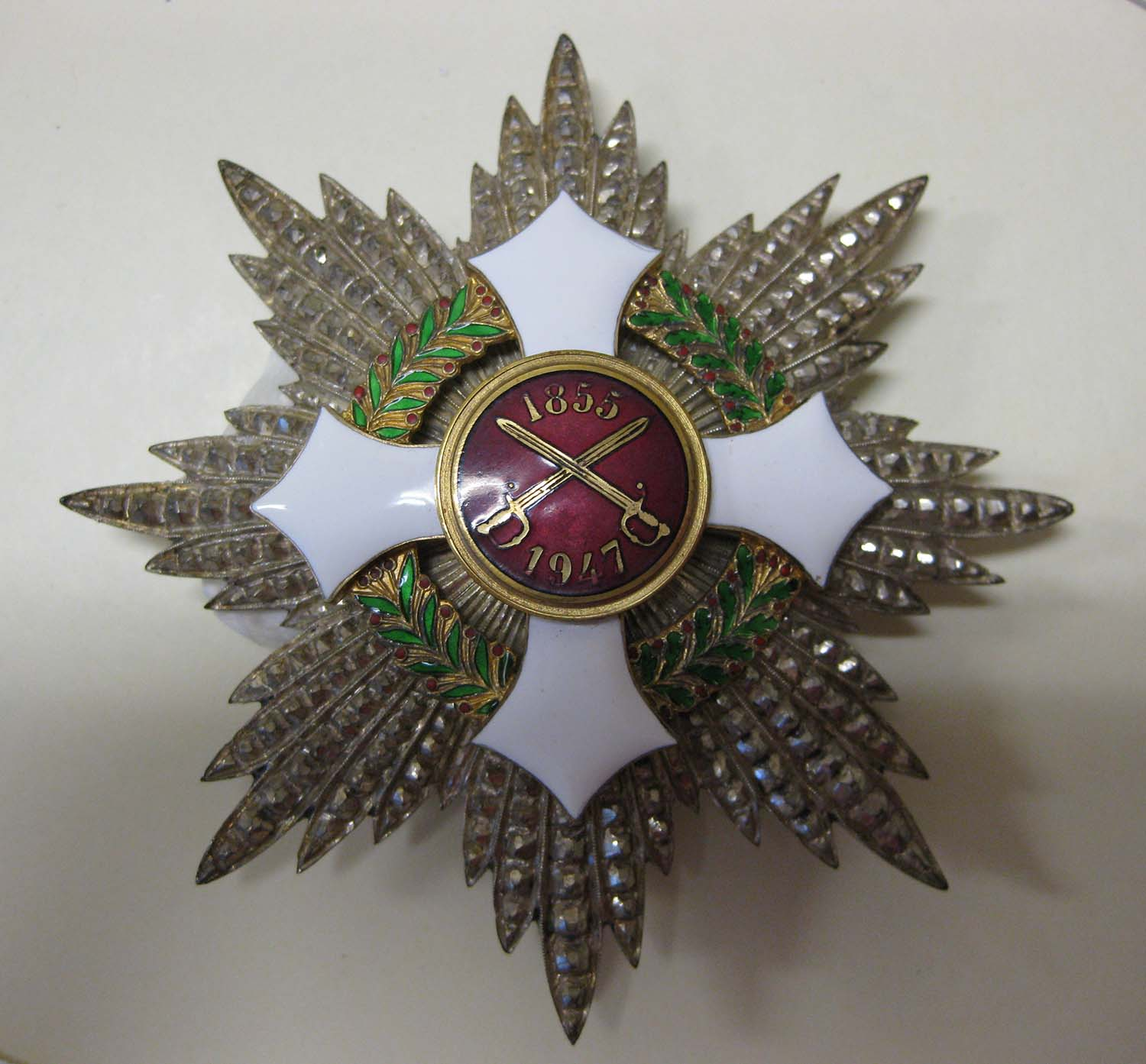
Řádová hvězda velkokříže Vojenského řádu Itálie udělená Nimitzovi

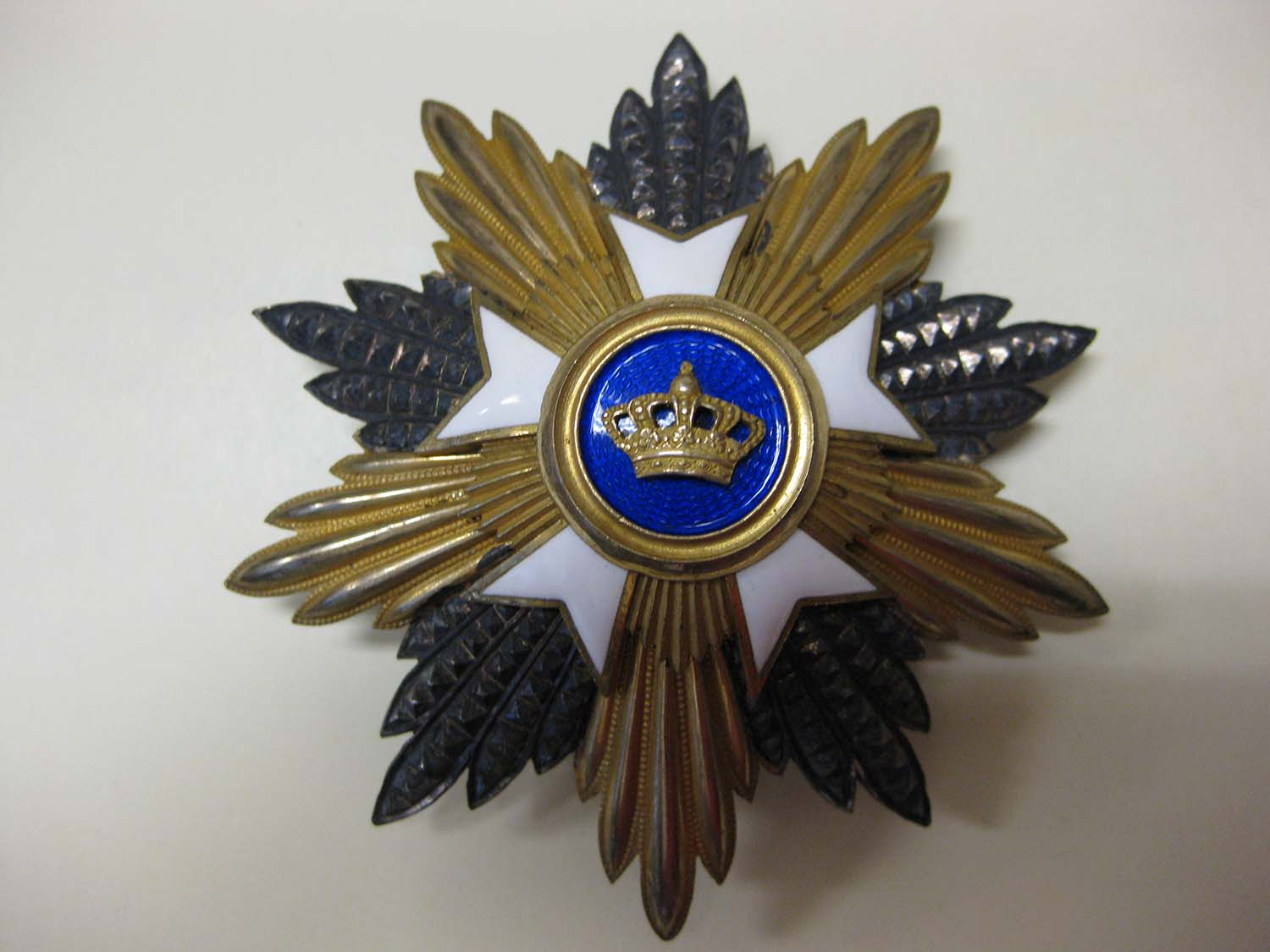
Řádová hvězda velkokříže belgického Řádu koruny udělená Ch. Nimitzovi

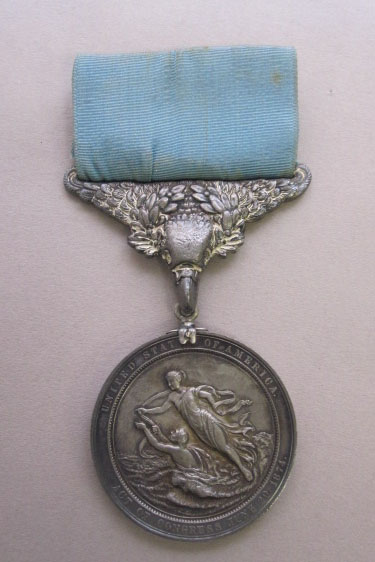
Stříbrná Medaile Za záchranu života udělená Ch. W. Nimitzovi za statečnou záchranu muže před utonutím

### Americká vyznamenání
- Navy Distinguished Service Medal se třemi zlatými hvězdičkami
- Army Distinguished Service Medal
- stříbrná Medaile Za záchranu života – 23. listopadu 1920
- Medaile Vítězství v první světové válce se Secretary of the Navy Commendation Star
- Medaile za službu v amerických obranných silách
- Medaile za asijsko-pacifické tažení
- Medaile Vítězství v druhé světové válce
- Medaile za službu v národní obraně se služební hvězdičkou

### Zahraniční vyznamenání
- Argentina
  -  Řád osvoboditele generála San Martína – 10. prosince 1947
- Belgie
  -  velkokříž Řádu koruny – 28. dubna 1947
  -  Válečný kříž s palmou
- Brazílie
  -  Námořní záslužný řád – 13. listopadu 1958
- Ekvádor
  -  Řád Abdóna Calderóna I. třídy
- Filipíny
  -  Medaile za statečnost Ozbrojených sil Filipín
  -  Filipínská osvobozenecká medaile s jednou služební hvězdičkou
- Francie
  -  velkodůstojník Řádu čestné legie – 19. listopadu 1947
- Guatemala
  -  Kříž za vojenské zásluhy I. třídy – 30. dubna 1947
- Itálie
  -  velkokříž Italského vojenského řádu – 5. prosince 1947
- Kuba
  -  velkokříž Řádu Carlose Manuela de Céspedes
- Nizozemsko
  -  velkokříž Řádu Oranžsko-nasavského – 4. prosince 1946 – udělila královna Vilemína Nizozemská
- Řecko
  -  velkokříž Řádu Jiřího I.
- Spojené království
  -  čestný rytíř velkokříže Řádu lázně, vojenská divize – 11. ledna 1945
  -  Pacifická hvězda
- Tchaj-wan
  -  velkostuha speciální třídy Řádu posvátné trojnožky